# II Восточно-Сибирский съезд Советов
II съезд Советов рабочих, солдатских и крестьянских депутатов Восточной Сибири — съезд представителей Советов рабочих, солдатских и крестьянских депутатов Восточной Сибири, состоявшийся 11-15 октября 1917 года в Иркутске.

## Предыстория
После проведения съезда Советов Средней Сибири, где основную роль играли большевики руководящая роль Окружного бюро была оспорена, и часть Советов, в идейном отношении тяготевших к Красноярску (т.е к большевикам), получила возможность выйти из-под контроля Бюро. О том, что Окружное бюро теряло политическое лидерство в округе, свидетельствует тот факт, что Бюро вообще не было осведомлено о проведении съезда Советов Средней Сибири.
Но несмотря на это красноярские большевики предложили возложить организацию Общесибирского съезда Советов на Окружное бюро, считая, что Окружное бюро было более подходящим кандидатом на роль организатора съезда, нежели недавно созданное Бюро Советов Средней Сибири. К тому же коалиционный состав Окружного бюро позволял привлечь Советы, стоявшие на разных политических платформах, сделать съезд более представительным и придать ему большую законную силу.
Руководство Окружного бюро осознавало, что в связи с усиливавшейся ролью большевиков расстановка сил на съезде может оказаться не в пользу Бюро, но отказаться от его созыва не могло – это означало бы потерю влияния в округе. Бюро выполнило возложенные на него обязательства, но проведение Общесибирского съезда Бюро откладывало, намереваясь лучше подготовиться и заручиться поддержкой Советов округа на предстоящем съезде Советов Восточной Сибири, открытие которого было назначено на 11 октября 1917 года.

## История
Второй съезд Советов рабочих, солдатских и крестьянских депутатов Восточной Сибири стал своеобразной чертой, подводившей итоги деятельности Окружного бюро накануне Октября 1917 г. В отличие от Первого съезда, здесь сложилась влиятельная группа большевиков из 34 человек, которых поддерживали левые эсеры в количестве 15 человек. Отчет Окружного бюро о проделанной им работе вызвал бурные прения. Бюро вынуждено было признать, что не всегда успешно справлялось со своими обязанностями и что многие руководимые им Советы, занявшись текущими делами, оторвались от политической жизни страны, отошли от масс, интересы которых должны были отстаивать. Бюро неоднократно предпринимало попытки наладить связь с Советами и активизировать их работу, но зачастую все меры Бюро оставались лишь рекомендациями на бумаге.
В большевистской резолюции предложенной съезду указывалось, что Окружное бюро по сути есть орган власти Временного правительства, но эта резолюция была отклонена, а по итогам обсуждения вопроса о текущем моменте 15 октября большевики покинули съезд. И по мнению советских исследователей они лишили соглашателей возможности принять резолюцию от имени "всей демократии".
Съезд Советов Восточный Сибири, вынужденный спешно прекратить свои заседания в связи с открытием Первого Общесибирского съезда Советов, продемонстрировал очевидное – авторитет Окружного бюро был подорван. Состав Бюро оперативно пополнился левыми эсерами и меньшевиками-интернационалистами, а три места были закреплены за большевиками.